# Pfarrkirche Gutenberg an der Raabklamm

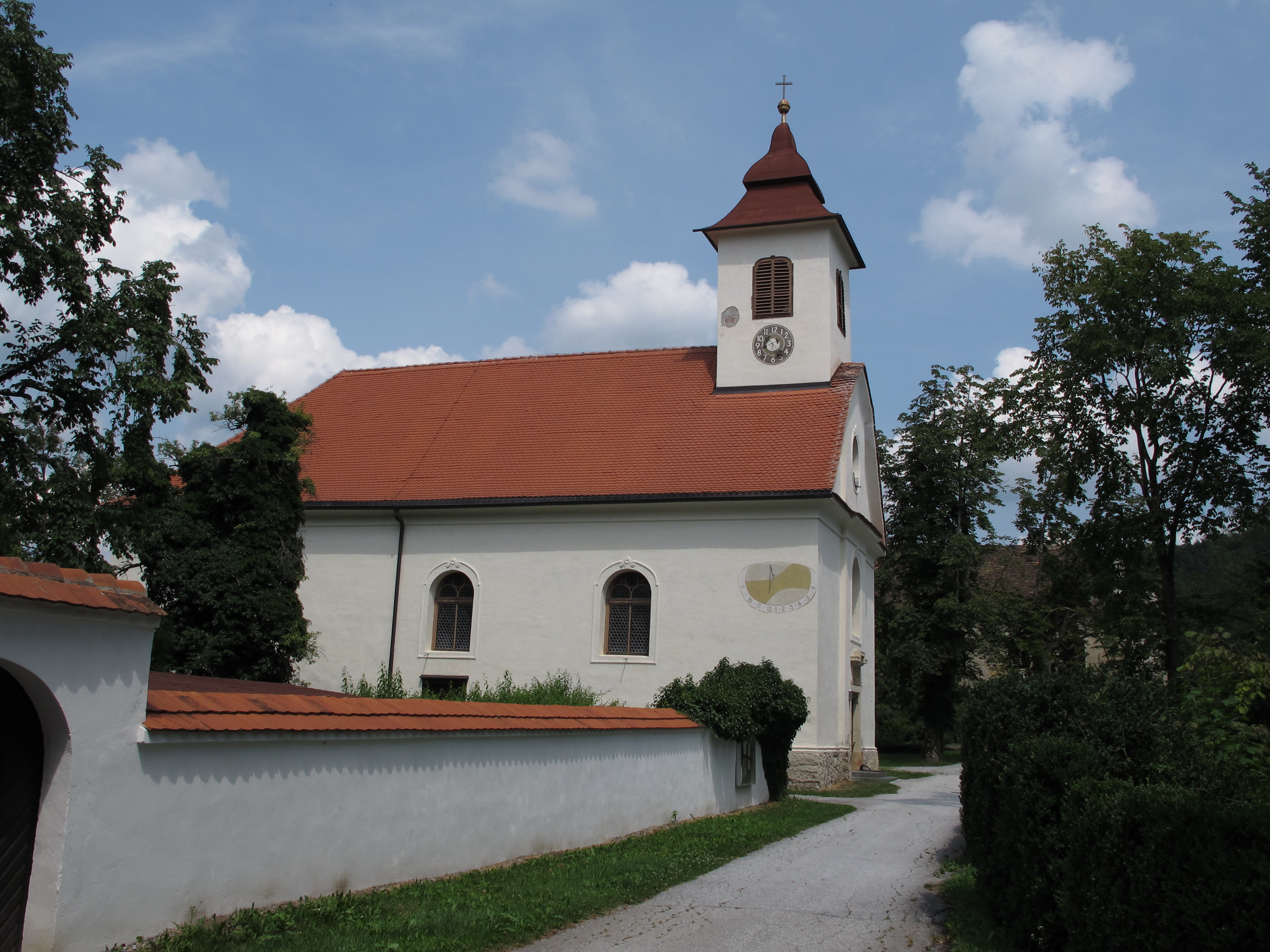
Pfarrkirche Gutenberg an der Raabklamm

Die römisch-katholische Pfarrkirche Gutenberg an der Raabklamm steht unmittelbar vor dem Schloss Gutenberg im Ort Gutenberg an der Raabklamm in der Gemeinde Gutenberg in der Steiermark. Die Pfarrkirche Dreifaltigkeit gehört zum Dekanat Weiz in der Diözese Graz-Seckau. Das Kirchengebäude steht unter Denkmalschutz.

## Geschichte
Der Inschrift über dem Kirchenportal zufolge wurde die Kirche im Jahre 1788 vom Grafen Leopold Stubenberg gestiftet. 1796  wurde die Kirche geweiht und im Jahre 1870 zur Pfarrkirche erhoben. Die Kirche wurde nach Plänen des Architekten Matthias Reichel als schlichter, josephinischer Saalraum mit einer Flachdecke errichtet.

## Ausstattung

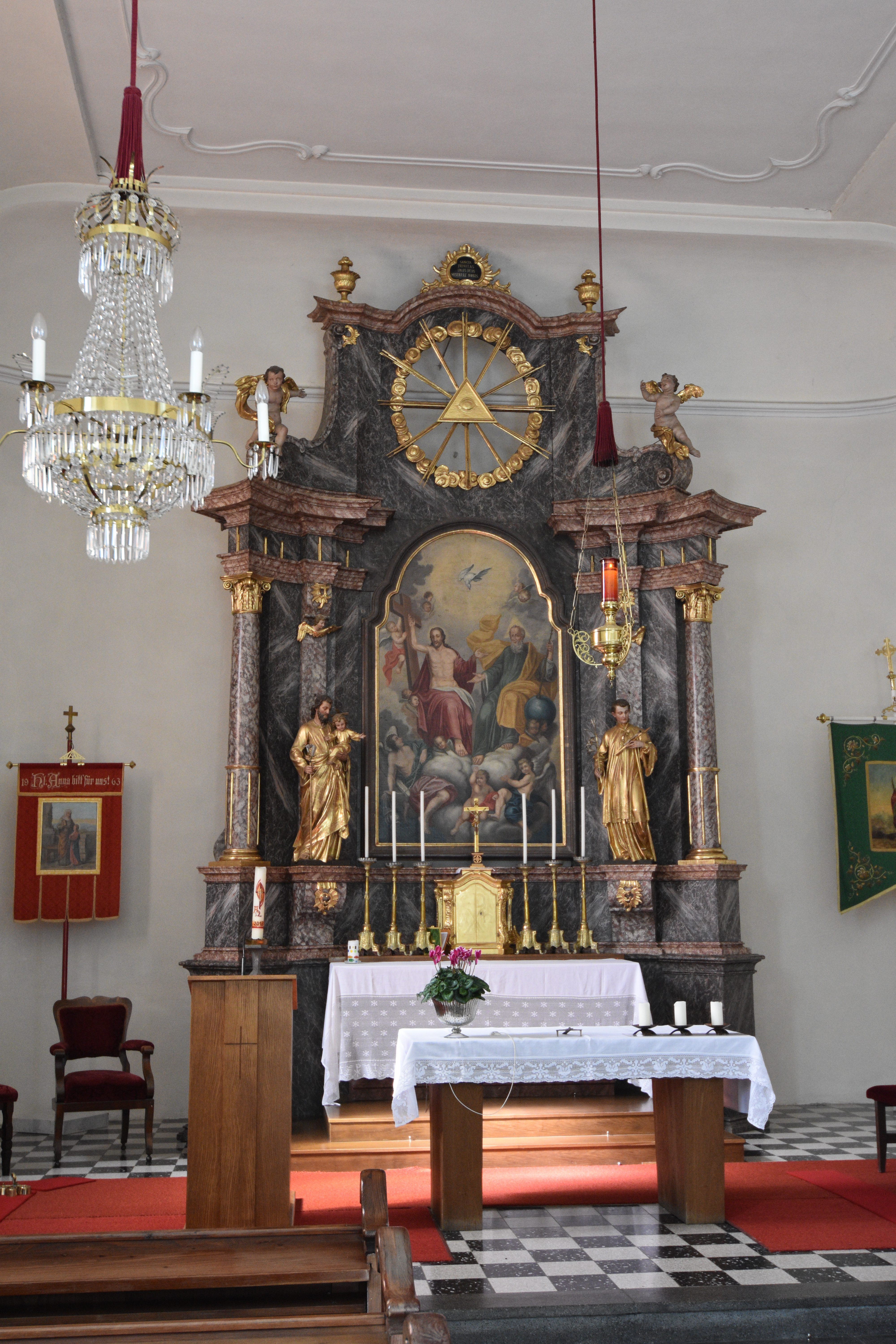
Der Hochaltar

Der Hochaltar (1713) kommt aus der Kirche in Wettmannstätten. Das Altarbild Dreifaltigkeit malte Martin Johann Schmidt (1795).
Die heutige Orgel bauten die Brüder Hopferwieser (1961). Eine Glocke stammt aus dem Jahr 1474.